# Джерело села Окниця
Джерело в селі Окниця (рум. Izvorul din satul Ocnița) — пам'ятка природи гідрологічного типу в Молдові, у селі Окниця Кам'янського району (невизнана Придністровська Молдавська Республіка). Займає площу 1 га. Об'єкт перебуває у віданні сільськогосподарського підприємства "Рассвет".
Вважається, що від назви джерела, що раніше називалось «Окнина», пішла назва села.